# Brick by Brick
«Brick by Brick» es una canción de Arctic Monkeys extraído de la cuarta producción Suck It and See. La canción fue la primera en ser revelada proveniente del cuarto álbum de estudio de la banda, el 4 de marzo de 2011, sin embargo no era un sencillo. El primer sencillo, "Don't Sit Down 'Cause I've Moved Your Chair" fue lanzado en formato digital hasta el 12 de abril del mismo año. En una edición limitada, de vinilo etiqueta blanca de 7 pulgadas, el sencillo  "Don't Sit Down 'Cause I've Moved Your Chair" fue publicado el 16 de abril como Lado A, ofreciendo a "Brick by Brick" como Lado B.
- Datos: Q4965961